# Oś (wieś)
Oś (dodatkowa nazwa w j. niem. Marienfeld) – wieś w Polsce położona w województwie opolskim, w powiecie kluczborskim, w gminie Lasowice Wielkie.
Położona jest w pobliżu rzeki Bogacicy, na nizinnych terenach Równiny Opolskiej (stanowiącej część obszaru Niziny Śląskiej) i skraju zwartej strefy leśnej Opolszczyzny – Stobrawskiego Parku Krajobrazowego. Jest to miejscowość o najkrótszej nazwie w Polsce.

## Transport
Wioska jest oddalona od kilku do kilkunastu kilometrów od najbliższych miejscowości takich jak Trzebiszyn, Lasowice Wielkie, Bażany, Nowa Bogacica, Tuły. Oś znajduje się w odległości około 2 km od drogi krajowej nr 45.